# La Vie passionnée de Clemenceau
Pour plus de détails, voir Fiche technique et Distribution.
La Vie passionnée de Clemenceau est un film français réalisé par Gilbert Prouteau, sorti en 1953.

## Synopsis
Un documentaire sur la vie du président du Conseil Georges Clemenceau.

## Fiche technique
- Titre : La Vie passionnée de Clemenceau
- Réalisation : Gilbert Prouteau
- Scénario : Jacques Le Bailly
- Musique : Jacques de la Croix
- Photographie : Roger Dormoy et William Roethely
- Montage : Leonide Azar, Suzanne Rondeau
- Production : Ray Ventura
- Société de production : Films de l'Épervier et Hoche Productions
- Société de distribution : Les Films Corona (France)
- Pays de production :  France
- Genre : Documentaire
- Durée : 95 minutes
- Date de sortie : 
  - France : 17 mai 1953

## Distribution
- Yves Furet : narrateur
- Jean-Pierre Grenier : narrateur

## Distinctions
Le film a été présenté en sélection officielle en compétition au Festival de Cannes 1953.